# Дицько Федір
Федір Дицько (псевдо: «Циган») (1916, с. Любківці, Снятинський повіт, Королівство Галичини і Володимирії, Австро-Угорщина (тепер Снятинський район Івано-Франківської області) — 4 квітня 1946, там само) — старший булавний УПА, командир сотні «Чорногора».

## Життєпис
Народився 1916 року в селі Любківці Снятинського повіту (тепер Снятинського району Івано-Франківської області).
Член ОУН. Служив у Війську Польському. Інструктор-вишкільник УПА.
Восени 1944 р. призначений командиром сотні «Чорногора» куреня «Гуцульський». У серпні 1945 р. переведений до територіальної мережі ОУН референтом Городенківського надрайонного проводу ОУН.
Загинув 11 травня 1946 року в бою проти опергрупи МДБ у рідному селі.